# Gabriel Vilardi
Pour les articles homonymes, voir Vilardi.
Gabriel Vilardi (né le 16 août 1999 à Kingston dans la province de l'Ontario au Canada) est un joueur canadien de hockey sur glace. Il évolue au poste de centre.

## Biographie
Vilardi est sélectionné au 1er tour, en 2e position, par les Spitfires de Windsor lors du repêchage de la LHO 2015. Il évolue principalement comme ailier avec les Spitfires. Il remporte la Coupe Memorial avec Windsor qui est l'équipe hôte du tournoi, le 28 mai 2017. 
Éligible au repêchage d'entrée dans la LNH 2017, Vilardi qui est classé en 4e place des espoirs en Amérique du Nord est sélectionné au 1er tour, à la 11e position au total, par les Kings de Los Angeles.
En 2023, il a été impliqué dans un échange qui l'a envoyé aux Jets de Winnipeg en plus de deux autres attaquants et un choix de deuxième tour en 2024 en retour de Pierre-Luc Dubois.

## Statistiques

### En club
| Saison     | Équipe                 | Ligue      |     | Saison régulière | Saison régulière | Saison régulière | Saison régulière | Saison régulière |    | Séries éliminatoires | Séries éliminatoires | Séries éliminatoires | Séries éliminatoires | Séries éliminatoires |
| Saison     | Équipe                 | Ligue      | PJ  | B                | A                | Pts              | Pun              | PJ               | B  | A                    | Pts                  | Pun                  |                      |                      |
| 2015-2016  | Spitfires de Windsor   | LHO        | 62  | 17               | 21               | 38               | 14               | 5                | 1  | 3                    | 4                    | 2                    |                      |                      |
| 2016-2017  | Spitfires de Windsor   | LHO        | 49  | 29               | 32               | 61               | 12               | 7                | 2  | 4                    | 6                    | 4                    |                      |                      |
| 2017-2018  | Frontenacs de Kingston | LHO        | 32  | 22               | 36               | 58               | 14               | 16               | 11 | 11                   | 22                   | 14                   |                      |                      |
| 2018-2019  | Reign d'Ontario        | LAH        | 4   | 0                | 1                | 1                | 0                | -                | -  | -                    | -                    | -                    |                      |                      |
| 2019-2020  | Reign d'Ontario        | LAH        | 32  | 9                | 16               | 25               | 14               | -                | -  | -                    | -                    | -                    |                      |                      |
| 2019-2020  | Kings de Los Angeles   | LNH        | 10  | 3                | 4                | 7                | 4                | -                | -  | -                    | -                    | -                    |                      |                      |
| 2020-2021  | Kings de Los Angeles   | LNH        | 54  | 10               | 13               | 23               | 6                | -                | -  | -                    | -                    | -                    |                      |                      |
| 2021-2022  | Kings de Los Angeles   | LNH        | 25  | 5                | 2                | 7                | 8                | 2                | 0  | 0                    | 0                    | 0                    |                      |                      |
| 2021-2022  | Reign d'Ontario        | LAH        | 39  | 15               | 23               | 38               | 18               | -                | -  | -                    | -                    | -                    |                      |                      |
| 2022-2023  | Kings de Los Angeles   | LNH        | 63  | 23               | 18               | 41               | 18               | 5                | 2  | 2                    | 4                    | 0                    |                      |                      |
| 2023-2024  | Jets de Winnipeg       | LNH        | 47  | 22               | 14               | 36               | 14               | 5                | 0  | 4                    | 4                    | 6                    |                      |                      |
| Totaux LNH | Totaux LNH             | Totaux LNH | 199 | 63               | 51               | 114              | 50               | 12               | 2  | 6                    | 8                    | 6                    |                      |                      |

### En équipe nationale
| Année | Compétition                                |    | PJ | B | A | Pts | Pun           |  | Résultat |
| 2015  | Défi mondial des moins de 17 ans de hockey | 6  | 4  | 3 | 7 | 0   | Médaille d'or |  |          |
| 2021  | Championnat du monde                       | 10 | 0  | 1 | 1 | 6   | Médaille d'or |  |          |